# Liste des temples antoinistes
Cette page présente une liste des temples construits par le culte antoiniste, un nouveau mouvement religieux fondé au début du XXe siècle en Belgique, présentés par pays et par ordre chronologique. Un temple est un bâtiment dans lequel le culte est pratiqué par les desservants du culte antoiniste deux fois par jour, à 10 heures et à 19 heures, excepté le vendredi et le samedi (ce dernier jour étant consacré au nettoyage du temple), avec quelques différences en France et en Belgique. Tous les temples appartiennent à l'association « Culte antoiniste », à l'exception de l'un des temples de Belgique, qui, lui, est rattaché à l'asbl « Les Disciples de Père et de Mère Antoine ». À son apogée, le culte a compté 64 temples dans le monde : 32 en Belgique, 31 en France et un à Monaco ; toutefois, certains temples de Belgique ont été vendus à partir du XXIe siècle.

## Historique
Historiquement, la plupart des temples antoinistes en Belgique ont été construits avant la Seconde Guerre mondiale, quand au moins l'un des fondateurs était encore en vie. Le premier temple, celui de Jemeppe-sur-Meuse, a été consacré deux années avant la mort de Louis Antoine, le fondateur du culte. D'autres temples ont souvent été construits en Belgique dans les villes thermales ou dans la campagne, et sont principalement regroupés dans la région francophone du pays — il y a seulement trois temples dans la région néerlandaise, la région flamande — et particulièrement dans la province de Liège qui totalise 21 structures. Toutefois, aucun temple n'a été bâti depuis 1968 et le développement du culte antoiniste est maintenant sur le déclin dans le pays, si bien que certains lieux de culte sont actuellement inusités à cause d'un manque de desservants et/ou d'argent. Le temple de Tournai a été vendu en 2001, suivi par ceux de Schaerbeek et de La Louvière dans les années 2010. En Wallonie, les temples antoinistes ont été inclus dans les visites organisées par l'Institut du Patrimoine wallon à l'occasion de la 28e édition des Journées du Patrimoine de 2016 dont le thème était axé sur le patrimoine religieux et philosophique du pays.
Au contraire, la construction de temples en France s'est poursuivie jusqu'en 1993. Le premier lieu de culte a été dédicacé en 1913 dans le 13e arrondissement de Paris. Actuellement, il y a un temple antoiniste dans la majorité des grandes villes de France, bien que la plupart d'entre eux sont situés au nord de Paris, et particulièrement dans le département du Nord où cinq temples sont en fonction. Un temple antoiniste qui n'avait pas fait l'objet d'une dédicace à Tergnier a été vendu et transformé en lieu de culte de l'Église gallicane, en décembre 2014. Pour la France, le siège social du culte fut le temple du 19e arrondissement de  Paris jusqu'en septembre 2015, date à laquelle il fut transféré à celui du 17e arrondissement.
Tous les temples sont bâtis grâce à des dons anonymes ou des patronages.

Localisation des temples antoinistes en France et en Belgique
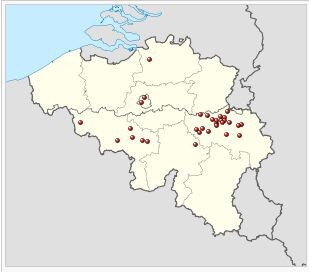
Temples en Belgique.
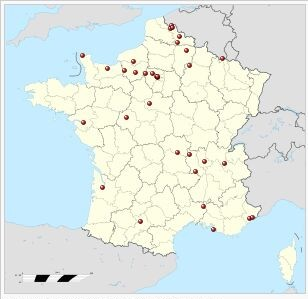
Temples en France.

## Bâtiments par zone géographique

### Temples en Belgique
| Indique que le temple est inusité |

| Photos | Adresse et coordonnées,                                                             | Dédicace          | Notes |
| ------ | ----------------------------------------------------------------------------------- | ----------------- | --- |
|        | Jemeppe-sur-Meuse (rue Rousseau 2) 50° 37′ 09″ N, 5° 29′ 44″ E                      | 15 août 1910      | Ce temple est le centre mondial du culte antoiniste. |
|        | Stembert (Verviers) (rue Brondé 145) 50° 36′ 07″ N, 5° 54′ 13″ E                    | 10 septembre 1911 | |
|        | Bierset (Grâce-Hollogne) (chaussée de Hannut 414) 50° 39′ 11″ N, 5° 26′ 52″ E       | octobre 1912      | |
|        | Souvret (Courcelles) (rue de l'Avenir 30) 50° 26′ 31″ N, 4° 20′ 54″ E               | 22 septembre 1913 | |
|        | Villers-le-Bouillet (rue Jehay 5) 50° 33′ 42″ N, 5° 16′ 57″ E                       | 29 mars 1914      | |
|        | Ecaussinnes (chaussée de Braine-le-Comte 8) 50° 34′ 02″ N, 4° 09′ 08″ E             | 19 avril 1914     | |
|        | Verviers (rue des Jardins 1) 50° 35′ 47″ N, 5° 51′ 31″ E                            | 12 juillet 1914   | Lors des Journées du Patrimoine de 2016 en Belgique, ce temple a été le seul du culte à participer à l'événement. |
|        | Seraing (rue de Tavier 2) 50° 35′ 43″ N, 5° 30′ 33″ E                               | 10 octobre 1915   | |
|        | Momalle (Remicourt) (rue Lenoir 14) 50° 41′ 23″ N, 5° 22′ 01″ E                     | 25 décembre 1915  | |
|        | Visé (allée Verte 23) 50° 44′ 09″ N, 5° 40′ 32″ E                                   | 23 avril 1916     | |
|        | Forest (Bruxelles) (boulevard Guillaume Van Healen 132) 50° 49′ 24″ N, 4° 19′ 53″ E | 6 août 1916       | L'architecte est Charles Rifflart. |
|        | Liège (Hors-Château 17) 50° 38′ 52″ N, 5° 34′ 42″ E                                 | 14 octobre 1917   | Classé monument historique, ce temple de 12 mètres de haut a été construit par François Tinlot. |
|        | Herstal (rue Émile Tilman 81) 50° 40′ 15″ N, 5° 38′ 05″ E                           | novembre 1917     | |
|        | Jupille-sur-Meuse (Liège) (rue Charlemagne 150) 50° 38′ 39″ N, 5° 37′ 37″ E         | août 1918         | Ce temple a autrefois été utilisé par l'École du Nouveau Spiritualisme. |
|        | Jumet (Charleroi) (rue Jules Destrée 140) 50° 26′ 05″ N, 4° 25′ 23″ E               | 20 avril 1919     | |
|        | Montegnée (Saint-Nicolas) (rue Malvis 69) 50° 38′ 33″ N, 5° 30′ 40″ E               | 12 octobre 1919   | |
|        | Vottem (Herstal) (chaussée de Brunehaut 501) 50° 41′ 13″ N, 5° 34′ 27″ E            | 27 juillet 1923   | |
|        | Huy (rue de France 22) 50° 31′ 24″ N, 5° 14′ 44″ E                                  | 30 septembre 1923 | |
|        | Waremme (avenue Henri Monjoie 53) 50° 41′ 58″ N, 5° 15′ 36″ E                       | 14 décembre 1924  | Joachim Camille, frère du Bourgmestre, en a été l'architecte. |
|        | Schaerbeek (Bruxelles) (rue Jacques Rayé 29) 50° 52′ 13″ N, 4° 22′ 58″ E            | 2 août 1925       | L'édifice, dont la façade avant est répertoriée dans l'inventaire du patrimoine architectural de la Région de Bruxelles-Capitale, comprenait un temple et des logements pour les desservants. Inusité depuis 2010, le bâtiment est racheté en 2014 par deux jeunes couples et transformé en maison bi-familiale à l'occasion du concours d'architecture contemporaine de 2017, remportant le premier prix. |
|        | Evelette (Ohey) (route de Havelange 111) 50° 24′ 26″ N, 5° 10′ 39″ E                | 31 octobre 1926   | |
|        | Nandrin (Yernée-Fraineux 32) 50° 31′ 51″ N, 5° 22′ 32″ E                            | 25 juin 1927      | |
|        | Schoten (Frans De Ceusterlei 18) 51° 14′ 54″ N, 4° 27′ 42″ E                        | 20 octobre 1929   | |
|        | Sprimont (rue Jean Schinler 29) 50° 29′ 57″ N, 5° 40′ 12″ E                         | 15 décembre 1929  | |
|        | Spa (rue du Père Antoine 2) 50° 29′ 22″ N, 5° 52′ 13″ E                             | 28 juin 1931      | Le temple fut précédé par une salle de lecture ouverte en 1913, au n°1 Chemin de la Platte. L'édifice actuel est en briques rouges, sa façade principale est précédée d'une marquise et comprend deux baies ogivales dans sa partie supérieure. |
|        | Moha (Wanze) (rue Georges Hubin 21) 50° 33′ 13″ N, 5° 11′ 11″ E                     | 4 octobre 1931    | |
|        | La Louvière (rue de l'Olive 33) 50° 28′ 15″ N, 4° 11′ 18″ E                         | 1933              | Inusité, le temple est vendu en mars 2018 à la communauté musulmane qui désire le transformer en centre socio-culturel et en mosquée,. |
|        | Angleur (Liège) (quai des Ardennes 77) 50° 37′ 06″ N, 5° 35′ 38″ E                  | 9 juin 1935       | |
|        | Tournai (rue de la Borgnette 11) 50° 37′ 19″ N, 3° 22′ 15″ E                        | octobre 1938      | Ce temple a été vendu en 2001. En octobre 2010, la foudre est tombée sur le bâtiment, si bien que le pignon, qui menaçait de tomber, a dû être retiré par une entreprise. |
|        | Mons (avenue du Général de Gaulle 143) 50° 26′ 31″ N, 3° 56′ 46″ E                  | 30 septembre 1956 | |
|        | Retinne (Fléron) (rue de la Briqueterie 14) 50° 37′ 31″ N, 5° 41′ 57″ E             | 10 novembre 1968  | Ce temple n'appartient pas à l'association « Culte antoiniste », mais à l'asbl « Les Disciples de Père et de Mère Antoine ». |

### Temples en France
| Photos | Adresse et coordonnées,                                                      | Dédicace           | Historique et description |
| ------ | ---------------------------------------------------------------------------- | ------------------ | --- |
|        | Paris, 13e arr. (34 rue Vergniaud) 48° 49′ 39″ N, 2° 20′ 43″ E               | 26 octobre 1913    | L'association cultuelle parut au Journal Officiel le 28 décembre 1917, fut dissoute le 16 mars 1919, réinscrite le 16 avril 1923, et devint l'Union des associations du culte antoiniste le 29 janvier 1924. L'architecte du temple fut Julien Flegenheimer, et environ 600 fidèles assistèrent à la dédicace du temple, et sept salles de lectures ont été ouvertes à Paris entre 1912 et 1914. Situé dans le quartier de la Butte-aux-Cailles, le temple est souvent mentionné dans les guides touristiques. Pourvu d'un clocheton à flèche, le bâtiment est construit en hauteur ; sa façade principale comprend en son centre une porte en plein-cintre et est percée de neuf baies fines réparties en groupes de trois.                        |
|        | Monaco (48 boulevard du Jardin Exotique) 43° 44′ 03″ N, 7° 24′ 51″ E         | 14 décembre 1913   | C'est le seul temple bâti à Monaco. |
|        | Vichy (7 rue Bargoing) 46° 07′ 13″ N, 3° 25′ 51″ E                           | 5 septembre 1920   | Une salle de lecture se trouvait d'abord 22 rue du Bief (aujourd'hui rue du Onze-Novembre), puis fut transférée au 1 rue Antoine-Jardet de 1917 à 1920, date de création du temple. |
|        | Tours (75 rue d'Amboise) 47° 22′ 57″ N, 0° 41′ 14″ E                         | 21 août 1921       | Ce temple succède à six salles de lecture, et dans les années 1950, on trouvait des groupes d'antoinistes à Angers, à Rouessé-Vassé, à Sablé, à Solesmes, à Château-Gontier et à Couptrain. |
|        | Villeurbanne (25 rue du Dr Ollier) 45° 46′ 04″ N, 4° 52′ 59″ E               | 22 ou 27 août 1921 | Selon le Père Chéry, le temple était fréquenté par 150 adeptes dans les années 1950, dont plusieurs artistes de l'orchestre de l'Opéra de Lyon. |
|        | Caudry (13 rue de Denain)                                                    | 1er octobre 1922   | |
|        | Vervins (6 rue du Tour de Ville) 49° 50′ 11″ N, 3° 54′ 45″ E                 | 1923               | L'Unitif de septembre 1912 indiquait des salles de lecture à Fontaine-lès-Vervins, Guise et Saint-Gobert ; d'autres s'ouvrirent à Estrées (décembre 1912), Sains-Richaumont (août 1913) et Saint-Quentin. Inclus dans l'Inventaire général du patrimoine culturel, le temple est entièrement en briques et recouvert d'ardoises ; l'architecte fut Alexandre Duchesne. |
|        | Aix-les-Bains (3 chemin Saint Exupéry) 45° 41′ 06″ N, 5° 54′ 52″ E           | 24 août 1924       | Le temple fut précédé, entre 1914 et 1920, par plusieurs salles de lectures dans la région : à Chapareillan, Chambéry, Le Touvet, Grenoble, Voiron, Bourgoin-Jallieu et Archamps ; on trouvait aussi des adeptes à Domène et Annecy. L'association cultuelle, située alors chemin de la Rotonde à Chambéry, fut déclarée au Journal Officiel en 1923 et comptait alors 28 membres (31 en 1926 et 36 en 1927), principalement issus de milieux modestes. Inclus dans l'Inventaire général du patrimoine culturel, le bâtiment actuel est de forme rectangulaire, comporte trois niveaux (dont des chambres à l'étage) reliés par un escalier en pierre ; la façade ouest est surmontée d'un fronton-pignon tuilé et est ornée d'une petite marquise. |
|        | Orange (91 rue de la Paix) 44° 08′ 08″ N, 4° 49′ 00″ E                       | 19 septembre 1926  | Le temple est issu d'une salle de lecture qui s'était ouverte dans la ville en octobre 1913. |
|        | Paris, 19e arr. (49 rue du Pré-Saint-Gervais) 48° 52′ 50″ N, 2° 23′ 51″ E    | 22 juillet 1928    | Selon le Père Chéry, des milliers de personnes fréquentaient ce temple dans les années 1950. Ce temple a été le centre français du culte antoiniste pour la France et Monaco jusqu'en septembre 2015. |
|        | Nantes (11 rue de la Constitution) 47° 12′ 21″ N, 1° 35′ 20″ O               | 10 novembre 1929   | Dans les années 1950, le temple regroupait une centaine de personnes, surtout des femmes issues de milieu populaire, tandis qu'on comptait des adeptes à Rennes. |
|        | Reims (13 rue du Docteur-Thomas) 49° 15′ 56″ N, 4° 01′ 36″ E                 | 28 septembre 1930  | |
|        | Nice (2 avenue de l'Assomption) 43° 43′ 16″ N, 7° 15′ 38″ E                  | 15 octobre 1931    | D'après L'Unitif, des salles de lectures s'y sont ouvertes en septembre 1912, en avril et en juillet 1914 ; une autre à Roquebrune en décembre 1912, et une autre à Cap d'Ail en mars 1914. Dans les années 1950, le temple fut fréquenté par une centaine de personnes. |
|        | Valenciennes (4 rue de Madagascar) 50° 21′ 15″ N, 3° 29′ 39″ E               | 7 août 1932        | |
|        | Saint-Étienne (14 rue Caussidière) 45° 27′ 25″ N, 4° 22′ 35″ E               | 12 mai 1935        | Le temple se trouve dans le quartier du Bel-Air. |
|        | Tourcoing (68 rue de Varsovie) 50° 44′ 05″ N, 3° 09′ 58″ E                   | 12 décembre 1937   | |
|        | Croix (43 rue Raspail) 50° 41′ 23″ N, 3° 09′ 02″ E                           | 20 juillet 1941    | |
|        | Lille (23 boulevard Montebello) 50° 37′ 30″ N, 3° 02′ 30″ E                  | 10 novembre 1946   | |
|        | Évreux (3 rue de Dreux) 49° 01′ 01″ N, 1° 09′ 33″ E                          | 12 décembre 1948   | Selon le Père Chéry, le temple a coûté 5 500 000 francs. |
|        | Rouen (145 boulevard Jean Jaurès) 49° 27′ 17″ N, 1° 03′ 31″ E                | 8 octobre 1950     | Selon le Père Chéry, le temple a coûté 3 900 000 francs. |
|        | Bernay (4 rue Anne de Ticheville) 49° 05′ 31″ N, 0° 35′ 30″ E                | 16 septembre 1951  | Dans les années 1950, une salle de lecture à Orbec réunissait une trentaine de personnes chaque dimanche après-midi. Selon le Père Chéry, ce petit temple a coûté 4 000 000 francs, les adeptes ayant participé à sa construction afin de réduire le coût des travaux. Répertorié sur le site de l'Observatoire du patrimoine religieux, l'édifice présente une façade principale triangulaire percée de deux fenêtres et précédée d'un escalier. |
|        | Cherbourg-Octeville (79 rue Saint-Sauveur) 49° 37′ 56″ N, 1° 37′ 45″ O       | 13 juillet 1952    | |
|        | Paris, 17e arr. (10 passage Roux) 48° 52′ 59″ N, 2° 17′ 51″ E                | 27 mars 1955       | Il s'agit du centre français du culte antoiniste pour la France et Monaco depuis 2015. |
|        | Orléans (7 rue des Juifs) 47° 54′ 13″ N, 1° 55′ 01″ E                        | 26 mai 1957        | Des salles de lecture à Savonnières (1912), Palluau-sur-Indre, Cepoy et Châlette-sur-Loing (1913) ont précédé la construction du temple, tandis qu'une autre est présente à Chartres. À Bourges, une adepte a transformé pendant treize ans son salon en salle de lecture. |
|        | Marseille (32 traverse de Tiboulen) 43° 14′ 42″ N, 5° 22′ 29″ E              | 18 octobre 1959    | |
|        | Roanne (3 rue de la Convention) 46° 01′ 26″ N, 4° 04′ 03″ E                  | 1er octobre 1961   | Des fidèles se sont implantés à Roanne à partir de 1925 ; une personne guérie d'une paralysie parle de son expérience et permet l'ouverture d'une salle de lecture en 1937 à Roanne, ce qui conduit plus tard à l'édification du temple. |
|        | Bordeaux (42 rue de Goya) 44° 50′ 44″ N, 0° 35′ 14″ O                        | 25 octobre 1964    | Avant la construction du temple, il y avait une poignée d'adeptes à Arcachon, dirigés par un ancien officier de marine. |
|        | Mantes-la-Jolie (48 rue des Coquilles) 48° 59′ 53″ N, 1° 42′ 22″ E           | 5 juin 1966        | |
|        | Conflans-Sainte-Honorine (50 avenue de Bellevue) 48° 59′ 35″ N, 2° 06′ 30″ E | 7 octobre 1984     | |
|        | Saulnes (50 rue Philippe-Auguste Rase) 49° 31′ 48″ N, 5° 49′ 00″ E           | 13 juillet 1986    | Ce petit temple fait suite à une salle de lecture à Strasbourg ouverte en août 1913. |
|        | Cormelles-le-Royal (6 chemin des bœufs)                                      | 1991               | Banlieue de Caen |
|        | Toulouse (14 rue de Cherbourg) 43° 35′ 35″ N, 1° 25′ 47″ E                   | 1993               | Ce temple a succédé à une salle de lecture. |

### Salles de lecture

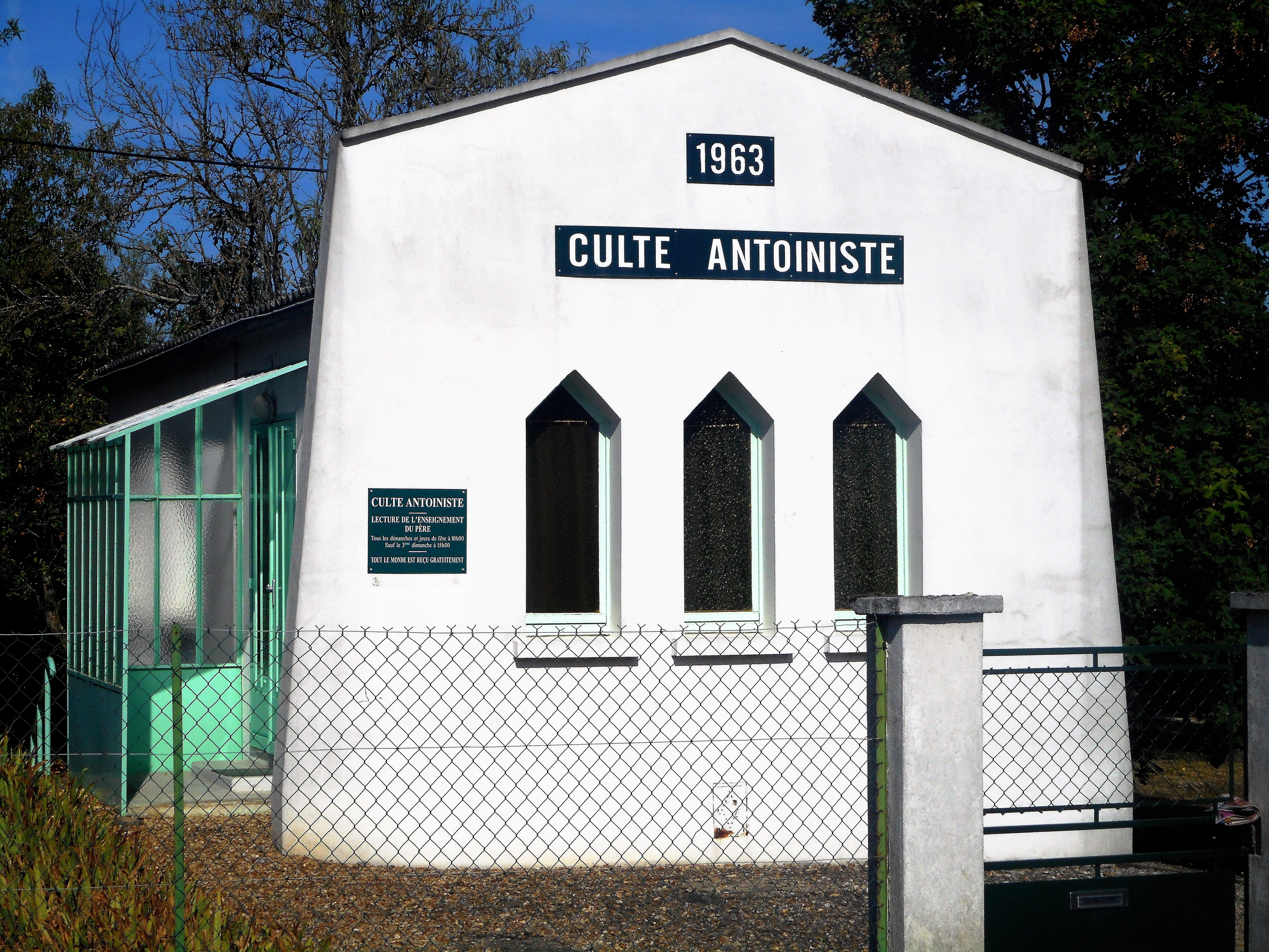
Salle de lecture de Buxerolles.

Le culte antoiniste est également propriétaire de salles de lecture en Belgique, en France métropolitaine, sur l'île de La Réunion, en Guadeloupe, en Australie, au Brésil, en Italie, au Congo et au Luxembourg, mais aucun culte n'est célébré dans ces bâtiments qui ne sont pas dédicacés. La liste de salles à travers le monde est difficile à tenir à jour car, étant parfois simplement hébergées chez des particuliers, elles sont appelées à apparaître et à disparaître beaucoup plus facilement que les temples, lesquels requièrent une construction. Par exemple, une salle de lecture en Égypte eut une courte existence et ferma en novembre 1913.
L'une des salles de lecture construite sur le modèle d'un temple est celle située au 31 Voie Romaine, à Buxerolles, commune de la périphérie nord de Poitiers. Listée dans l'inventaire du patrimoine de l'ancienne région Poitou-Charentes, cette salle de forme rectangulaire bâtie en 1963 présente trois fenêtres élancées sur sa façade principale et une verrière sur la façade où est située l'entrée.
Au Luxembourg, la salle de lecture se situe au 15, An Der Retsch, à Niederanven.